# Maxwell Maltz
Maxwell Maltz (10 de marzo de 1899 - 7 de abril de 1975) fue un cirujano estético estadounidense y autor de Psico-Cibernética (1960), que era un sistema de ideas que, según él, podría mejorar la imagen de uno mismo y conducir a una más vida exitosa y satisfactoria. Escribió varios libros, entre los cuales Psycho-Cybernetics fue un éxito de ventas durante mucho tiempo, lo que influyó en muchos maestros de autoayuda posteriores. Su orientación hacia un sistema de ideas que proporcionaría autoayuda se considera el precursor de los ahora populares libros de autoayuda.

## Vida y carrera
Maxwell "Max" Maltz nació el 10 de marzo de 1899 en el Lower East Side de Manhattan, el tercer hijo de Josef Maltz y Taube Elzweig, inmigrantes judíos de lo que entonces se conocía como la ciudad de Resche en el Imperio Austro-Húngaro (hoy Rzeszów, Polonia).
En 1923, Maltz se graduó con un doctorado en medicina del Colegio de Médicos y Cirujanos de la Universidad de Columbia. También se formó con cirujanos plásticos alemanes que se consideraban los más avanzados en cirugía estética en ese momento.
En 1960, Prentice-Hall publicó por primera vez Psycho-Cybernetics: A New Way to Get More Living out of Life y apareció en una edición de bolsillo en 1969. Del libro original en inglés, hay una traducción al español: Psico-Cibernética: El secreto para mejorar y transformar su vida.
Introdujo los puntos de vista de Maltz de que las personas deben tener una visión precisa y positiva de sí mismas antes de establecer metas; de lo contrario, quedarán atrapados en un patrón continuo de creencias limitantes. Sus ideas se enfocan en visualizar las metas propias y creía que la autoimagen es la piedra angular de todos los cambios que ocurren en una persona. Según Maltz, si la imagen de uno mismo no es saludable o es defectuosa, todos los esfuerzos de una persona terminarán en fracaso.
Maltz también escribió ficción, incluida una obra de teatro llamada Unseen Scar (1946) y una novela, The Time is Now (1975). Su autobiografía, Doctor Pygmalion: The Autobiography of a Plastic Surgeon (1953), fue popular e influyente, discutida en muchos libros posteriores sobre el cuerpo y la identidad. Fue retitulado como doctor en Psico-cibernética después de que se publicó su trabajo de autoayuda.
Aunque Psycho-Cybernetics se publicó por primera vez en 1960, en el 2008 fue uno de los 50 libros recomendados en el libro 50 Self-Help Classics.